# Bellmanhuset, Södermalm
Bellmanhuset ligger på Urvädersgränd 3 på Södermalm i Stockholm. Huset uppfördes i korsvirke efter Katarinabranden 1723. Här bodde skalden Carl Michael Bellman under sin mest produktiva period 1770–1774 och här skrev han de flesta av sina Fredmans epistlar och Fredmans sånger.
Byggnaden är blåklassad av Stadsmuseet i Stockholm, vilket innebär att bebyggelsen har "synnerligen höga kulturhistoriska värden" motsvarande fordringarna för byggnadsminnen.

## Historia
Hovslagaren Adam Wollman lät uppföra den ursprungliga byggnaden, som hösten 1763 inköptes av Sven Simberg, inspektör vid Stora sjötullen. Simberg genomförde en om- och tillbyggnad och på hösten 1764 stod fastigheten färdig i det skick den i stort sett har bevarats i till idag. Tomtens östra del utnyttjades som kryddgård. Ännu i början av 1900-talet fanns den kvar, inhägnad av ett högt, rödmålat plank.
Huset ägs sedan 1938 av ordenssällskapet Par Bricole (som Bellman var med och grundade) och visas den första söndagen varje månad för allmänheten.